# Olha Drobyszewska
Olha Drobyszewska, ukr. Ольга Дробишевська (ur. 22 września 1985 w Zaporożu) – ukraińska (do 2005) i kazachska siatkarka, grająca jako przyjmująca.

## Sukcesy klubowe
Klubowe mistrzostwa Azji
- 2009/10
- 2010/11

Puchar Ukrainy:
- 2001/02, 2002/03

Puchar Turcji:
- 2008/09

Puchar Kazachstanu:
- 2008/09, 2009/10, 2010/11, 2011/12, 2017/18, 2018/19, 2019/20

Superpuchar Kazachstanu:
- 2017/18
- 2018/19, 2019/20

## Sukcesy reprezentacyjne
Igrzyska Azjatyckie:
- 2010